# Adenia pechuelii
Adenia pechuelii är en passionsblomsväxtart som först beskrevs av Adolf Engler, och fick sitt nu gällande namn av Hermann August Theodor Harms. Adenia pechuelii ingår i släktet Adenia och familjen passionsblomsväxter. Inga underarter finns listade i Catalogue of Life.

## Bildgalleri

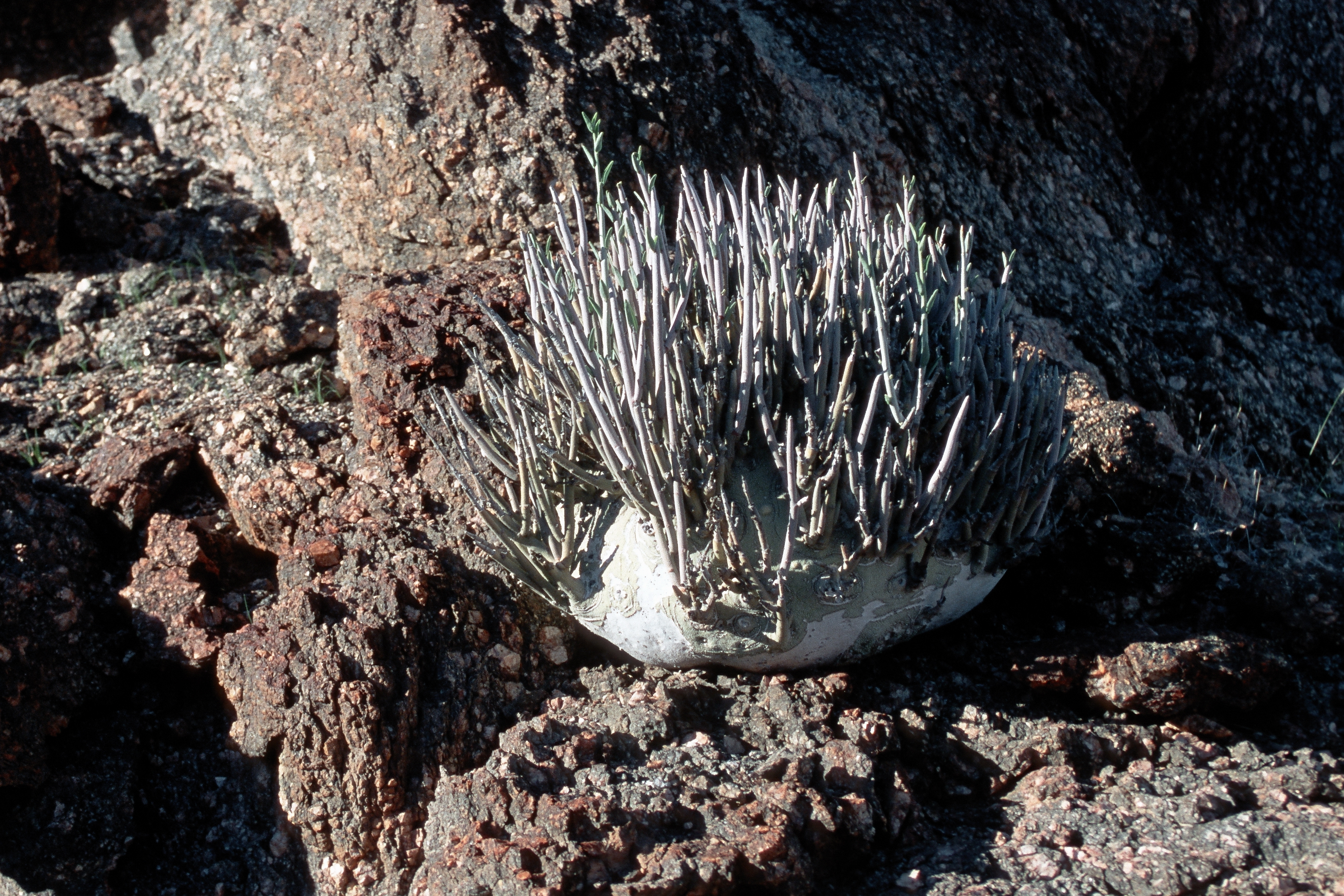
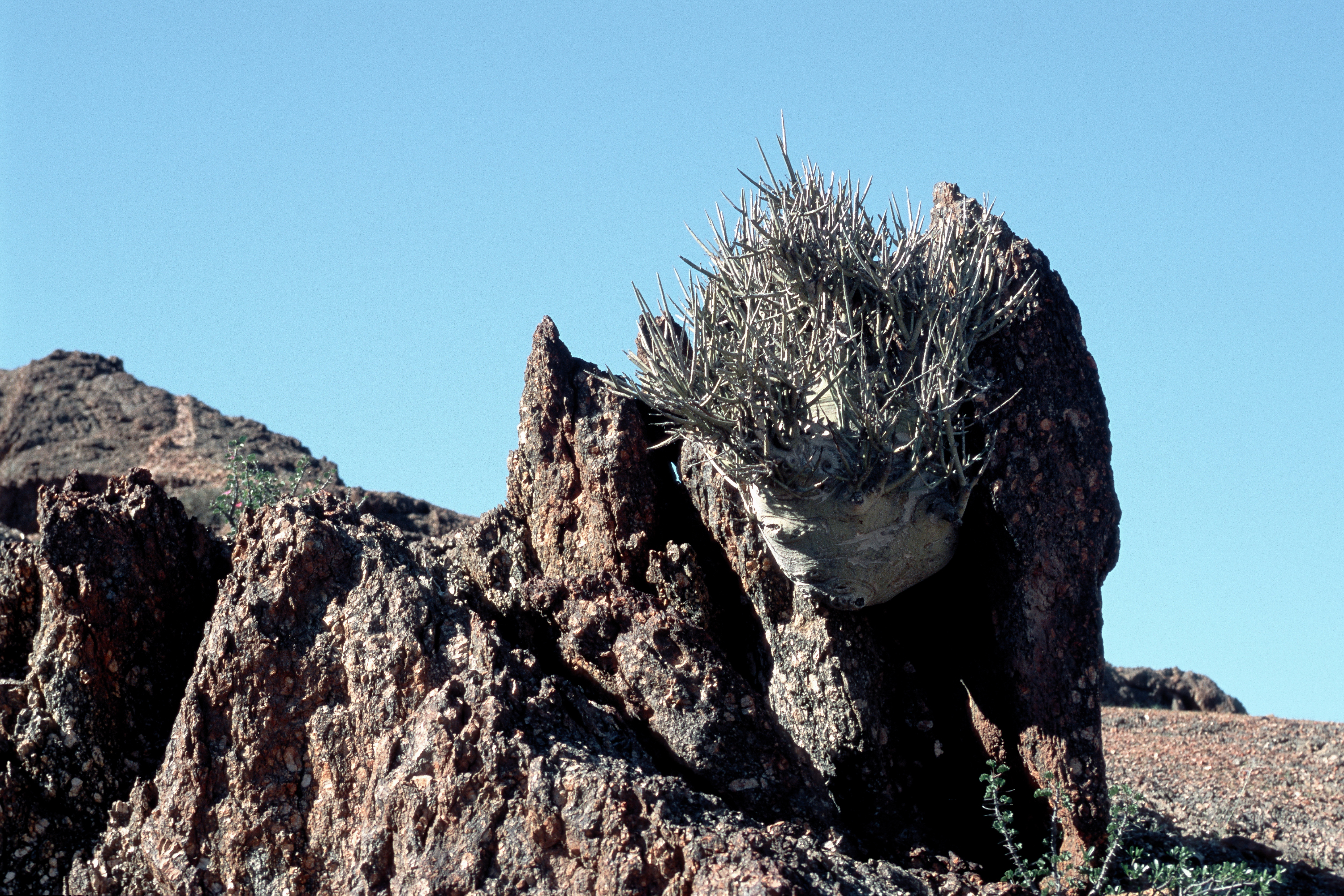